# AS Gubbio 1910
Die Associazione Sportiva Gubbio 1910 ist ein italienischer Fußballverein aus Gubbio, Provinz Perugia in der Region Umbrien. Der Verein wurde 1910 gegründet und trägt seine Heimspiele im Stadio Pietro Barbetti aus, das Platz bietet für 5.300 Zuschauer. Die AS Gubbio 1910 spielt aktuell in der drittklassigen Serie C.

## Geschichte
Der heutige Verein AS Gubbio 1910 wurde 1910 unter dem Namen Associazione Sportiva Gubbio (kurz AS Gubbio) gegründet. Unter diesem Namen bestand der Verein bis ins Jahr 1949, ehe er nach einer Neugründung aufgrund eines vorangegangenen Konkurs in AS Gubbio 1910 umbenannt wurde. Die Vereinsfarben wurden schon 1910 auf die noch heute gültigen Coleurs rot und blau festgelegt. Als Spielstätte nutzte der Verein zunächst einen Sportplatz in Gubbio und hatte lange Jahre kein eigenes Stadion. Erst 1977 wurde das Stadio Pietro Barbetti erbaut, das noch heute die Heimstätte von AS Gubbio 1910 ist.
Nach einiger Zeit in unteren Ligen des italienischen Fußballs, meist auf regionaler Ebene, gelang dem AS Gubbio 1946 der Sprung in die Serie B, was aber wohl auch mit durch die ungeordneten Umständen im italienischen Fußball kurz nach Ende des Zweiten Weltkrieges beeinflusst wurde. In der Serie B 1947/48 wurde man schließlich 17. der Gruppe C und musste nach nur einem Jahr wieder in die Serie C absteigen, wo man schon bald in finanzielle Probleme geriet und Konkurs anmelden musste. Erst 2011, also 54 Jahre nach dem letzten Zweitligaabenteuer, spielte der AS Gubbio 1910 wieder in der Serie B. Dieser Aufstieg wurde ermöglicht durch einen ersten Platz in der Lega Pro Prima Divisione (früher Serie C) Girone A, mit einem Abstand von sieben Punkten vor dem Zweitplatzierten Sorrento Calcio. Dabei war Gubbio ein lupenreiner Durchmarsch von der Lega Pro Seconda Divisione binnen zwei Jahren in die Serie B gelungen. Im nächsten Saison jedoch stieg Gubbio auf Serie C ab. In der Saison 2014/15 rutschte man am letzten Spieltag auf einen Fast-Abstiegsplatz ab. In dem Duell um den Abstieg gegen Savona FBC unterlag man im Hinspiel 2:1 und im Rückspiel 1:1. Damit war der Abstieg nach drei Jahren Drittklassigkeit hintereinander besiegelt. Ein Jahr später konnte man dann aber in die dritthöchste Spielklasse zurückkehren und spielt dort seitdem.

## Spieler
- Marco Giampaolo (1990–1992)
- Davide Baiocco (1992–1994)
- Rocco Placentino (2007–2008)
- Matteo Anania (2007–2010)
- Matteo Bruscagin (2009–2010)
- Obiora Nwankwo (2012)
- Gian Marco Ferrari (2013–2014)

## Trainer
- Guido Masetti (1946–1947)
- Giuseppe Galderisi (2004)

## Ligenzugehörigkeit
- 2 Saisons in der Serie B
- 24 Saisons in der Serie C, Serie C1/Lega Pro Prima Divisione und Serie C2/Lega Pro Seconda Divisione
- 18 Saisons in der Serie D